# Myrtle Robertson, 11. Baroness Wharton
Myrtle Olive Felix Robertson, 11. Baroness Wharton (* 20. Februar 1934; † 15. Mai 2000) war eine britische Peeress und Politikerin.

## Leben
Myrtle Olive Felix Robertson wurde unter dem Namen Myrtle Arbuthnot als Tochter von David George Arbuthnot (1905–1985) und Dorothy Elizabeth Kemeys-Tynte, 10. Baroness Wharton (1906–1974) geboren.
Sie wuchs in Südafrika auf. Sie besuchte die Herschel School for Girls in Clarement, einem Vorort von Kapstadt, in der Kapprovinz. Als Teenager kam sie nach Großbritannien. Unter ihrem Künstlernamen Ziki Arnot arbeitete sie seit 1957 als Schauspielerin und Model, später als Fotografin.
Im November 1958 heiratete sie den Filmkomponisten Henry MacLeod Robertson (1932–1996). Ihr Ehemann stammte aus Elgin in der Grafschaft Morayshire. Sie nahm den Familiennamen Robertson an. Aus der Ehe gingen vier Kinder hervor, drei Söhne (darunter Zwillinge, * 1969) und eine Tochter. Zu ihren Interessen zählte sie Fotografie, Tierschutz, Skifahren und Oper.
1997 wurde sie Vizepräsidentin (Vice-Pres) der Royal Society for the Prevention of Cruelty to Animals (RSPCA).
Robertson starb an der Creutzfeldt-Jakob-Krankheit. Titelerbe der Baronie ist Myles Christopher David Robertson, 12. Baron Wharton (* 1964).

## Mitgliedschaft im House of Lords
Robertsons Mutter Dorothy Elizabeth Kemeys-Tynte, 10. Baroness Wharton starb 1974; die Baronie fiel zunächst in Abeyance. Dieser Schwebezustand wurde 1990 zugunsten von Myrtle Robertson beendet und sie erbte den Titel Baroness Wharton. Sie wurde im April 1990 offiziell Mitglied des House of Lords. Dort saß sie als Crossbencher. Ihre Antrittsrede hielt sie am 22. Januar 1991. Im Hansard sind Wortbeiträge Robertsons aus den Jahren von 1991 bis 2000 dokumentiert. Im März 2000, kurz vor ihrem Tod, meldete sie sich zuletzt im House of Lords zu Wort.
Im House of Lords sprach sie regelmäßig zum Thema Tierschutz; sie galt als leidenschaftliche Tierschützerin. Im Mai 1991 sprach sie im House of Lords über die Notwendigkeit zur hygienischen Beseitigung von Pferde- und Tierkadavern; aus Furcht vor der Krankheit BSE waren Pferdekadaver oft einfach auf Brachfeldern liegengelassen worden. 1993 unterstützte sie die von Douglas Houghton, Baron Houghton of Sowerby eingebrachte Dog Control and Welfare Bill. Sie kritisierte in scharfer Form Hundezuchtfarmen in Wales, die nicht den geforderten Standards entsprachen. Sie forderte, Hunde nur bei angesehenen Züchtern zu kaufen, oder Hunde aus Tierheimen aufzunehmen, und ihnen ein würdiges Dasein zu verschaffen.
Im Februar 1994 wandte sie sich gegen das von Lord Harmar-Nicholls initiierte Gesetz, welches die Rechte von Fotografen und Paparazzi einschränken sollte. Robertson warnte vor zu großen Einschränkungen und Strafen; vielmehr sei es stattdessen erforderlich, stärker gegen Fotoagenturen, Presseagenturen und Verleger vorzugehen, als gegen einzelne Fotografen.
1994 war sie gemeinsam mit dem Labour-Party-Abgeordneten Austin Mitchell Stellvertretende Vorsitzende (Co-Vice-chairman) der House of Lords All Party Media Group. Sie war außerdem Beigeordnete Sekretärin (Joint Secretary) der parteiübergreifenden Fraktion zum Tierschutz (All-party parliamentary group for animal welfare).
Mit der Verabschiedung des House of Lords Act 1999 verlor Robertson zusammen mit allen anderen Erbpeers (Hereditary Peers) den automatischen Sitz im House of Lords. Sie wurde jedoch 1999 als eine der 92 Erbpeers gewählt, die nach der Reform im House of Lords verblieben.